# Radnich Imre
Radnich Imre (angolul: Emery Radnich; Emeric Radnich) (Magyarország, 1824. — Káloz, Fejér vármegye, 1903. január 25.) magyar mérnök, magyar szabadságharcos, a López-kaland résztvevője, tiszt az amerikai polgárháborúban az északiak oldalán. Testvérei Radnich István, Radnich János.

## Életútja
Az 1848-49-es magyar szabadságharcban utászkapitányként vett részt, a 2. majd a 3. utász zászlóaljban szolgált hadnagyként. 1849 júliusában főhadnaggyá léptették elő, augusztusban a komáromi utász zászlóaljhoz került és századossá léptették elő. Újházy László családjával és kíséretével (Pomucz György, Kovács Gusztáv, Reményi Antal, Reményi Ede stb.) a „Hermann” nevű gőzhajón érkezett New Yorkba 1849 december 16-án.
Davenportban (Iowa) telepedett le. 1851 augusztusában New Orleans-ban (Louisiana) Prágay Jánossal és több magyarral csatlakozott Narciso López kubai szabadságharcos seregéhez, s átment velük Kubába, a spanyolok legtöbbjüket kivégezték, másokat a „Primera de Guatemala” nevű hajón az afrikai Ceutába vitték, köztük volt Radnich is, másfél évet raboskodott ott, ólombányában dolgoztatták. Radnich Imre Kossuth Lajos és testvére, Radnich János segítségét is kérte kiszabadításához. Végül testvére, János járt sikerrel, aki felvette a kapcsolatot az Egyesült Államok madridi nagykövetségével, s sikerült Radnich Imre kiszabadítása, mivel már korábban is kérte az amerikai állampolgárságot. Mexikón át jutott újra vissza Amerikába, Iowa államba, New Budára ment. Az amerikai polgárháborúban az északiak oldalán harcolt tiszti rangban.
Az amerikai polgárháború befejezése után az 1867-es kiegyezéskor hazajött Magyarországra. Amerikai katonai nyugdíját 1903-ban bekövetkezett haláláig kapta, közben itthon is szép karriert futott be, mint mérnök, a Magyar Államvasutaknál lett felügyelő, később a Győr–Sopron–Ebenfurti Vasút igazgatójának nevezték ki. Kálozon halt meg, később exhumálták, s a zsámbéki temetőben helyezték örök nyugalomra.